# Ultra Large Crude Carrier

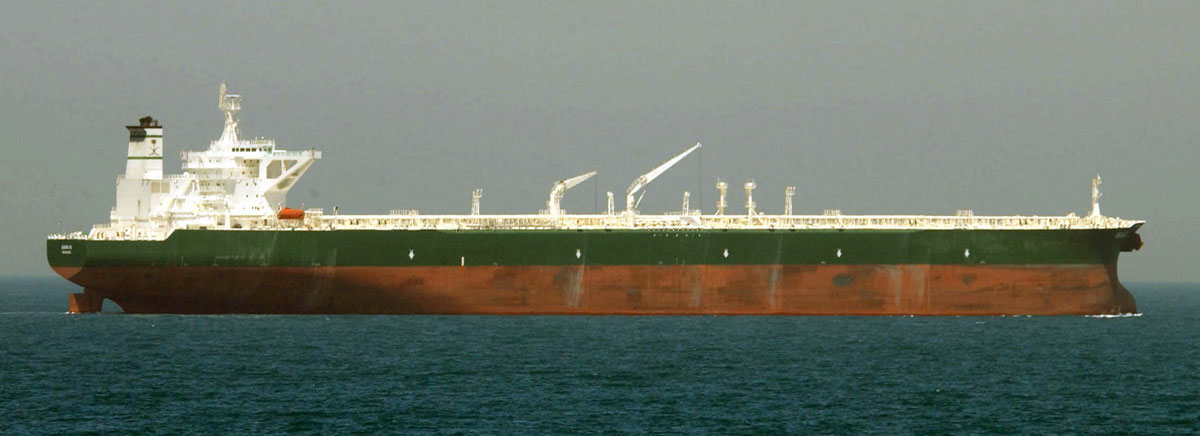
La ULCC Ab Qaiq

Con il termine Ultra Large Crude Carrier o ULCC si indica una tipologia di petroliera (definita megapetroliera) la cui portata lorda è superiore alle 320 000 tonnellate. Le ULCC rappresentano le navi più grandi mai realizzate, e le loro dimensioni rendono impossibile il transito sia nel canale di Panama sia in quello di Suez.

## Storia
Le prime unità di questa tipologia iniziarono ad essere sviluppate immediatamente dopo la crisi petrolifera degli anni settanta e da allora sono state costruite in un centinaio di esemplari di portata diversa. Erano utilizzate nel trasporto del petrolio greggio dai punti di estrazione ai mercati di destinazione in Europa, Asia e America.
Al giorno d'oggi, venuta meno la necessità che ne rese necessaria la costruzione, molti esemplari sono stati avviati alla demolizione. La più grande ULCC mai costruita fu la Knock Nevis (demolita nel 2010 in India), che costituisce anche una delle più grandi strutture mobili mai realizzate dall'uomo.